# Booneville (Arkansas)
Booneville è una località degli Stati Uniti d'America, capoluogo, assieme a Paris, della contea di Logan, nello Stato dell'Arkansas.
La città è uno dei due capoluoghi di contea di Logan. La città si trova sulla valle del fiume Arkansas tra i Monti Ouachita e l'Ozark Plateau.